# Maserati Chicane
La Maserati Chicane est une automobile concept car coupé 2+2 du constructeur italien Maserati, présentée au salon de Genève 2008.

## Historique
Inspirée de la Maserati GranTurismo, la Maserati Chicane est conçue par des étudiants designers de l'IED (Institut Européen de Design) de Turin. 

Maserati GranTurismo
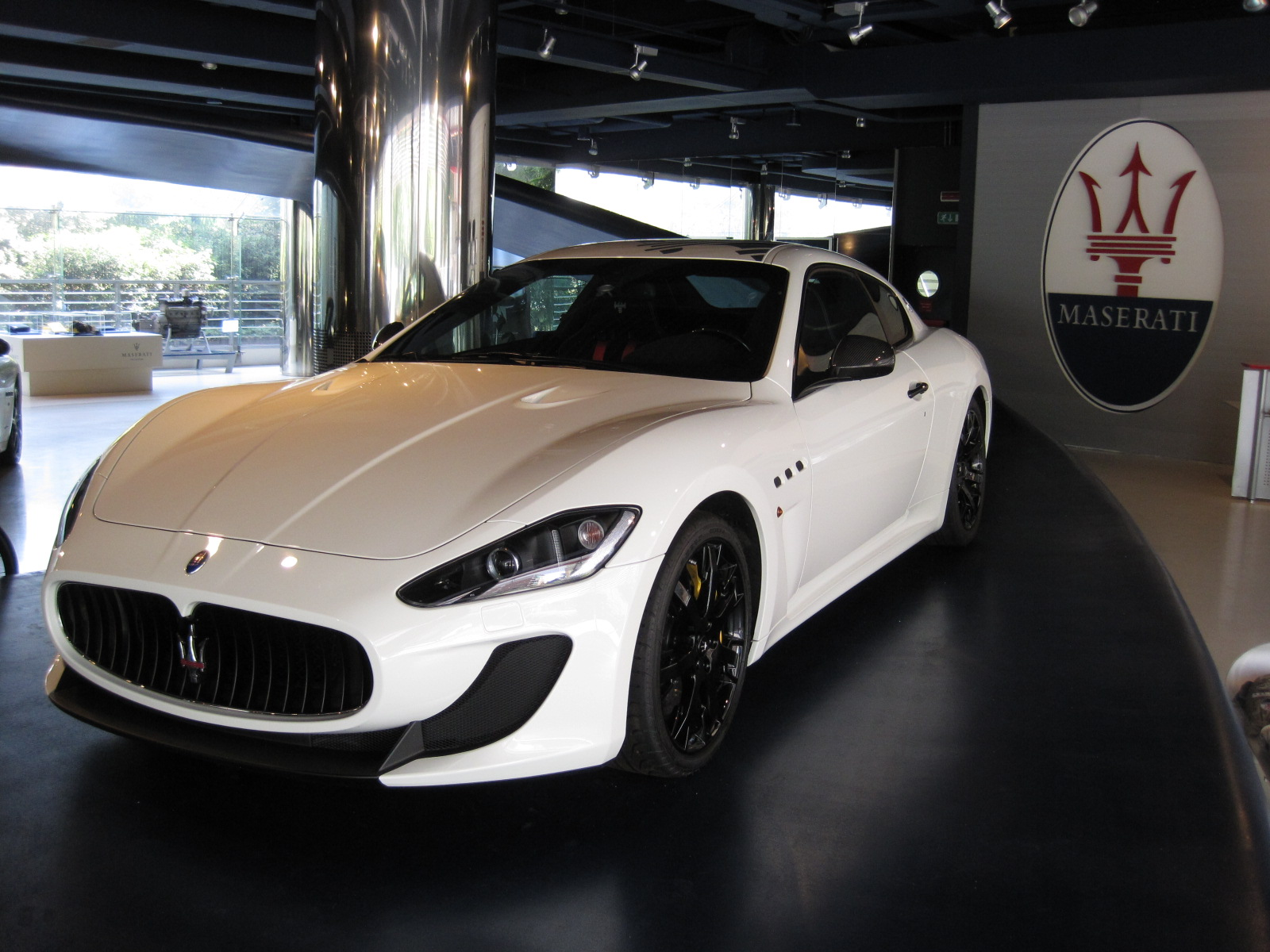
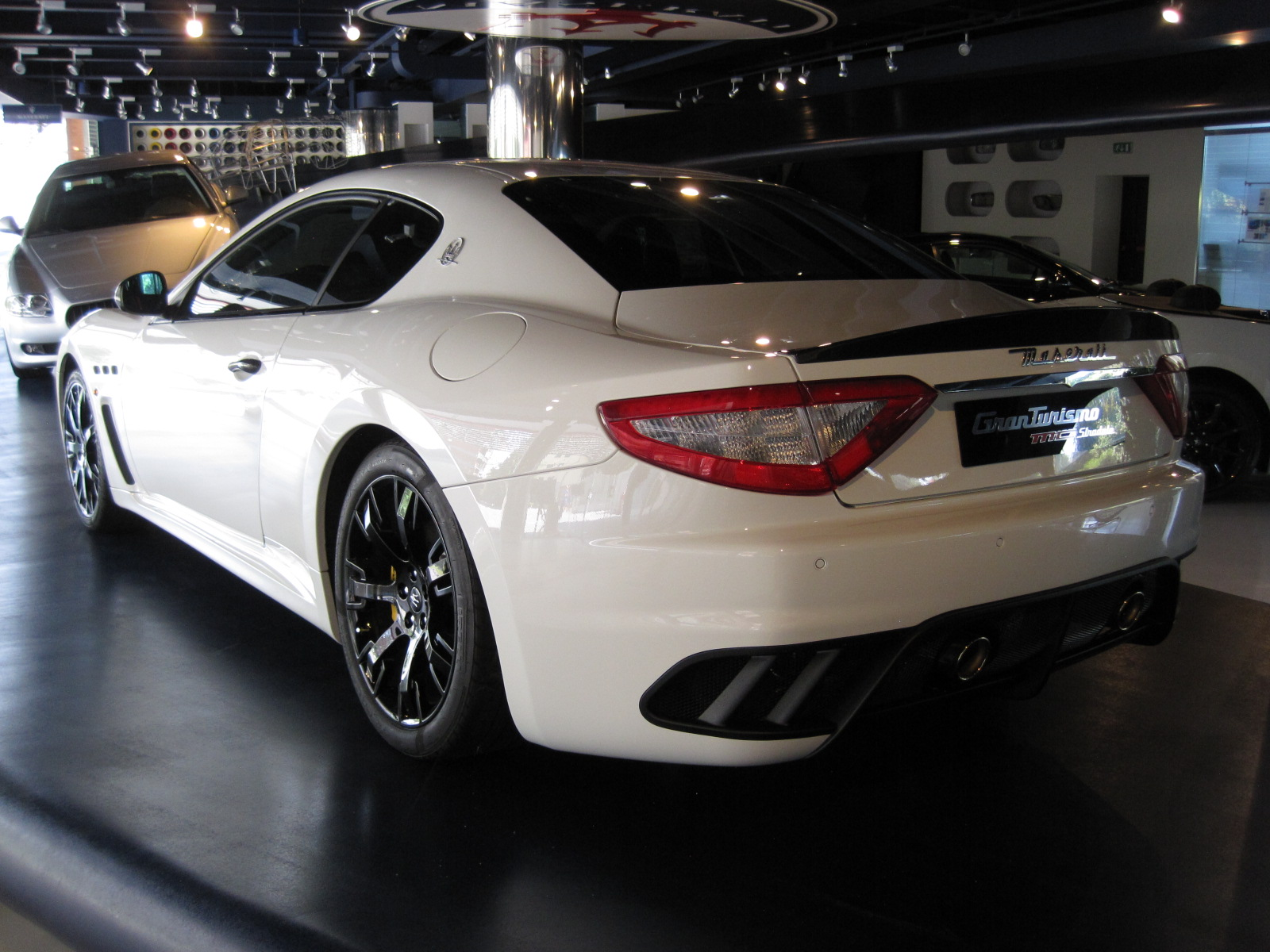

Ce véhicule à propulsion est motorisé par le moteur Maserati V8 avant de 4,2 litres et 405 chevaux pour 285 km/h de la Maserati GranTurismo. 